# Kurhan Chochłacz
Kurhan Chochłacz – kurhan sarmacki w okolicach Nowoczerkaska w Rosji, pochodzący z I wieku n.e.; miejsce odkrycia tzw. skarbu nowoczerkaskiego.
Odkrycia dokonano przypadkowo w 1864, podczas budowy wodociągu; jak stwierdzili odkrywcy – kurhan był już wcześniej ograbiony. 
W kurhanie pochowano aorską kobietę w wieku około 50 lat, europoidalnego typu antropologicznego – prawdopodobnie wodza plemienia lub żonę wodza. Wyposażenie grobowe składało się z co najmniej trzynastu złotych przedmiotów, w większości zdobionych motywami zwierzęcymi i wykładanych turkusami, ametystami i koralami. Przedmiotami tymi były bogato ornamentowane bransolety, szkatułki, diadem, flakonik do perfum, srebrne i  brązowe naczynia, w większości importowane z zachodnich prowincji rzymskich. Poza tym znaleziono tu setki małych złotych blaszek naszywanych na odzież i nakrycia głowy, złotą statuetkę Erosa, terakotową figurkę. Część  wyrobów wykonanych została przez miejscowych sarmackich mistrzów. Znalezione w kurhanie eksponaty datowane są na okres między II wiekiem p.n.e. a I wiekiem n.e. 
Na szczególną uwagę zasługuje styl zdobienia niektórych przedmiotów, szczególnie złotego diademu, na którym umieszczone są figurki jeleni przypominające motywy charakterystyczne dla scytyjskiego stylu zoomorficznego.
Obecnie zabytki z kurhanu Chochłacz przechowywane są w petersburskim Ermitażu.